# جام یوفا ۸۴–۱۹۸۳
جام یوفا ۸۴–۱۹۸۳، سیزدهمین فصل از جام یوفا، مسابقات فوتبال باشگاهی سطح دوم اروپا بود که اکنون با نام لیگ اروپا شناخته می‌شود و توسط یوفا سازماندهی می‌شود. این دوره با قهرمانی تاتنهام هاتسپر به پایان رسید.